# Bulbophyllum mattesii
Bulbophyllum mattesii är en orkidéart som beskrevs av Anton Sieder och Kiehn. Bulbophyllum mattesii ingår i släktet Bulbophyllum och familjen orkidéer. Inga underarter finns listade i Catalogue of Life.